# 張以莊
張以莊（1482年—？年），字廷瑞，四川顺庆府南充縣人，民籍。

## 生平
治《詩經》，由府學生中式丁卯科（1507年）四川鄉試第六名舉人，年二十七歲中式正德三年（1508年）戊辰科會試第十三名，第三甲第三十名進士。

## 家族
曾祖张琚，兵马贈主事加赠知府。祖父张永，右布政使。父张怡。前嫡母蹇氏；生母杜氏。具庆下，兄助，监生；勉、勤、勋，贡士；夔，贡士；勃、蒙、弟蘭、荩、勑、菉、芳、莩、茹、兹、著、莘。